# Gustav Fischer Verlag
Gustav Fischer Verlag är ett tyskt bokförlag specialiserat på vetenskaplig litteratur, särskilt om naturvetenskaper som biologi och medicin samt rätts- och samhällsvetenskap. Förlaget har kontor i Jena och Stuttgart.
Förlaget grundades i Jena 1877 av Gustav Paul Danckert Fischer. Redan efter 50 år omfattade förteckningen över förlagets publiceringar över 1 000 sidor. Efter andra världskriget var förlaget stängt några månader. Efter expropriation i Jena flyttade ägarens familj till Stuttgart där en släkting redan hade bildat ett nytt förlag. Firman i Jena blev sedan ett folkägt företag.
Efter Tysklands återförening 1990 förenades också de bägge delarna av Gustav Fischer Verlag. 1999 skapades genom fusion med ett annat förlag Urban & Fischer Verlag som 2003 blev inköpt av koncernen Reed Elsevier.